# 蓝旗镇 (凤城市)
蓝旗镇，是中华人民共和国辽宁省丹东市凤城市下辖的一个乡镇级行政单位。

## 名称由来
镇名来源于驻地蓝旗堡，1687年叶赫那拉氏到此任正蓝旗佐领屯住，以所居之地称蓝旗堡。

## 政区沿革
1919年7月设蓝旗堡村，1938年设蓝旗村（乡级建制），首次以蓝旗为行政区划名称。
1945年10月设蓝旗区，1946年5月划入孤山县，1946年10月国民革命军设蓝旗乡。
1947年6月中共恢复蓝旗区，1949年6月孤山县撤销蓝旗区划归凤城县管辖。
1951年撤销蓝旗区，并与红旗区。 
1956年将原蓝旗区12个村划为广胜、老虎洞、新生、快乐4个小乡由红旗镇区管辖。
1958年3月撤销广胜、老虎洞、新生、快乐4个乡组建蓝旗乡。
1961年5月将原蓝旗乡行政区划从红旗人民公社析出，设互助、广胜、甲云、老虎洞、蓝旗、太虎岭、老鸟窝、幸福（正白旗）、快乐（镶白旗）、新生（砖瓦窑）、红土地、新发12个生产大队。“文化大革命”期间，1967年12月20日将公社名称改为东方红。
1983年9月2日根据上级撤销人民公社建立乡政权的要求，改为蓝旗乡政府，实行党、政、企分开，设立蓝旗乡党委、蓝旗乡政府、蓝旗乡工农商总公司等机构。
1995年撤销乡建制，设立为蓝旗镇。

## 自然地理
蓝旗镇位于凤城市西南部，东与红旗镇相连，南部与东港市龙王庙镇相邻，西部隔大洋河于东港市黑沟镇相望，北与白旗镇、沙里寨镇接壤。
蓝旗镇属于丘陵平原地带，地势由北向南倾斜。全镇地势平坦，最高峰为太虎岭村境内刀刃山，海拔511.8m。最低处为广胜村六组杨茂屯，海拔4.8m，是凤城市海拔最低点。
该镇属中温带湿润地区季风大陆性气候，雨量充沛，年降水量800—1000mm，日照时间2600小时，无霜期160天，年均气温7.8℃。
蓝旗镇域内土地、林地、水域资源丰富，林地面积8000公顷，耕地面积4800公顷，人均3.5亩。水域面积1600公顷，有水库3座，总库容量120万立方米。主要河流有大洋河，境内流长12.5公里，为凤城、东港天然界河；土牛河为蓝旗镇主要河流，境内流长16公里。
该镇农作物品种丰富，耕地主要种植水稻、玉米、大豆等农作物，其中水稻产量占全市总产量的40%；保护地主要有草莓、甜瓜、小柿子、黄瓜、蓝莓等，种植面积达10000亩，其中草莓面积6000亩，有“辽东草莓第一镇”之美誉。柞蚕放养，板栗、苹果、桃子等干鲜果种植亦具有一定规模。

## 人口面积
蓝旗镇东西最大距离13公里，南北最大距离19公里，总面积160.3平方公里。
全镇总户数4960户，总人口17850人，非农人口980人，农业人口16870人。人口自然增长率为0.17‰，全镇人口密度为115人/平方公里 。聚居民族为满族，散居民族有汉族、锡伯族、蒙古族、回族、朝鲜族等民族。

## 行政区划
蓝旗镇下辖以下地区：
蓝旗村、互助村、广胜村、甲云村、太虎岭村、立新村、正白旗村、镶白旗村和新发村。